# Pseudotanais gerlachi
Pseudotanais gerlachi är en kräftdjursart som beskrevs av Jürgen Sieg 1973. Pseudotanais gerlachi ingår i släktet Pseudotanais och familjen Pseudotanaidae. Inga underarter finns listade i Catalogue of Life.